# Алън Менкен
Алън Ъруин Менкен (на английски: Alan Erwin Menken) е американски композитор, пианист, певец, музикален режисьор и продуцент, който е известен с композирането на музика и песни на филми, продуцирани от Уолт Дисни Анимейшън Студиос. Музиката на Менкен за „Малката русалка“, „Красавицата и звяра“, „Аладин“ и „Покахонтас“ спечелиха по две награди „Оскар“. Той също композира музиката на песните за филмите „Малкото магазинче на ужасите“ (1986), Newsies (1992), „Гърбушкото от Нотр Дам“ (1996), „Херкулес“ (1997), „Бандата на кравите“ (2004), „Омагьосана“ (2007), „Рапунцел и разбойникът“ (2010) и Disenchanted (2022) и много други.
Той също е известен в музикалния театър в Бродуей и други театри. Някои от проектите са базирани във филмите на „Дисни“, но други сценични хитове включват „Малкото магазинче на ужасите“ (1982), „Коледна песен“ (1994) и „Систър Акт“ (2009).
Менкен си е партнирал с множество текстописци като Мюриел Робинсън, Дейвид Зипъл, Хауърд Ашман, Стивън Шварц, Дейвид Крейн, Сет Фрийдман, Марта Кауфман, Стив Браун, Том Айън, Дейвид Роджърс, Денис Грийн, Дейвид Спенсър, Джак Фелдман, Тим Райс, Лин Ахрънс, Глен Слейтър, Чад Бегелин, Кайл Хънтър, Ариел Шафир, Сет Роугън, Евън Голдбърг, Фил Джонстън, Том Макдугъл, Бендж Пасек, Джъстин Пол и Лин-Мануел Миранда.

## Биография
Алън Ъруин Менкен е роден на 22 юли 1949 г. във Френската болница в Манхатън, а неговите родители са Джудит и Норман Менкен. Баща му е зъболекар, а майка му е актриса, певица и драматург. Неговото семейство са от еврейски произход. Менкен изпитва интереса към музиката в ранна възраст, и взима уроци по пиано и цигулка. Той започва да композира в ранна възраст.
На 9-годишна възраст участва в конкурса за деца композитори на Нюйоркската федерация на музикалните клубове. Неговата оригинална композиция Bouree бива отличена от съдиите като „превъзходна и отлична“.
Менкен завършва гимназията „Ню Рошел“ в Ню Рошел, Ню Йорк през 1967 г., а през 1972 г. завършва и Ню Йоркския колеж по наука и изкуства.
След завършването си посещава BMI Lehman Engel Musical Theatre Workshop.

## Филмография

### Филми
| Година | Заглавие                            | Режисьор(и)                 | Кредитиран като | Кредитиран като | Кредитиран като | Кредитиран като | Бележки |
| Година | Заглавие                            | Режисьор(и)                 | Композитор      | Текстописец     | Продуцент       | Актьор          | Бележки |
| ------ | ----------------------------------- | --------------------------- | --------------- | --------------- | --------------- | --------------- | --- |
| 1972   | Животът на танцьорката              | Уилям Ричарт                | Не              | Не              | Не              | Да              | Документален филм |
| 1986   | Малкото магазинче на ужасите        | Франк Оз                    | Не              | Да              | Не              | Не              | композира песните с Хауърд Ашман музика Майлс Гудмън |
| 1989   | Малката русалка                     | Джон Мъскър Рон Клемънтс    | Да              | Да              | Да              | Не              | композира песните с Хауърд Ашман |
| 1990   | Роки V                              | Джон Авилдсън               | Не              | Да              | Не              | Не              | композира песента "Measure of a Man" с музиката на Бил Конти |
| 1991   | Красавицата и Звяра                 | Гари Трюсдейл Кърк Уайз     | Да              | Да              | Да              | Не              | композира песните с Хауърд Ашман |
| 1992   | Newsies                             | Кени Ортега                 | Не              | Да              | Не              | Не              | композира песните с Джак Фелдман музика Джей Си Редфорд |
| 1992   | Сам вкъщи 2: Изгубен в Ню Йорк      | Крис Кълъмбъс               | Не              | Да              | Не              | Не              | композира песента My Christmas Tree с Джак Фелдман музика Джон Уилямс |
| 1992   | Аладин                              | Джон Мъскър Рон Клемънтс    | Да              | Да              | Да              | Не              | композира песните с Хауърд Ашман и Тим Райс |
| 1993   | Живот с Майки                       | Джеймс Лапин                | Да              | Да              | Не              | Не              | композира песните Cold Enough to Snow и Life with Mikey Theme със Стивън Шварц и Джак Фелдман                                                                                  |
| 1995   | Покахонтас                          | Майк Гейбриъл Ерик Голдбърг | Да              | Да              | Да              | Не              | композира песните със Стивън Шварц |
| 1996   | Гърбушкото от Нотр Дам              | Гари Трюсдейл Кърк Уайз     | Да              | Да              | Да              | Не              | композира песните със Стивън Шварц |
| 1997   | Херкулес                            | Джон Мъскър Рон Клемънтс    | Да              | Да              | Да              | Не              | композира песните с Дейвид Зипъл |
| 2004   | Бандата на кравите                  | Уил Фин Джон Санфорд        | Да              | Да              | Не              | Не              | композира песните с Глен Слейтър |
| 2004   | Ноел                                | Чаз Палминтери              | Да              | Да              | Да              | Не              | композира песента Winter Light със Стивън Шварц |
| 2006   | Човекът-куче                        | Брайън Робинс               | Да              | Не              | Не              | Не              | |
| 2007   | Омагьосана                          | Кевин Лима                  | Да              | Да              | Не              | Не              | композира песните със Стивън Шварц |
| 2010   | Рапунцел и разбойникът              | Байрън Хауърд Нейтън Грено  | Да              | Да              | Да              | Не              | композира песните с Глен Слейтър |
| 2011   | Капитан Америка: Първият отмъстител | Джо Джонстън                | Не              | Да              | Не              | Не              | композира Star Spangled Man със Дейвид Зипъл музика Алън Силвестри |
| 2011   | Симпатичното куче Джок              | Дънкан Макнийл              | Не              | Да              | Не              | Не              | композира песента Howling at the moon с Тим Райс музика Клаус Баделт и Иън Хънимен                                                                                             |
| 2012   | Огледалце, огледалце                | Тарсем Сингх                | Да              | Не              | Не              | Не              | |
| 2016   | Саламена фиеста                     | Грег Тиърнън Конрад Върнън  | Да              | Да              | Не              | Не              | ко-композитор с Кристофър Ленърц композира песента The Great Beyond с Глен Слейтър, Кайл Хънтър, Ариел Шафир, Сет Роугън и Евън Голдбърг                                       |
| 2016   | Aria for a Cow                      | Никита Манам Еймъс Съсиган  | Да              | Да              | Не              | Не              | късометражен филм; композира песента Aria с Хауърд Ашман |
| 2017   | Красавицата и Звяра                 | Бил Кондън                  | Да              | Да              | Не              | Не              | той се завръща да композира музиката от анимационния филм през 1991 г. композира оригиналните песни с Хауърд Ашман композира нови песни с Тим Райс                             |
| 2018   | Ралф разбива интернета              | Рич Мур Фил Джонсън         | Не              | Да              | Не              | Не              | композира песните In This Place и A Place Called Slaughter Race с Фил Джонстън и Том Макдугъл музика Хенри Джакман                                                             |
| 2018   | Холмс и Уотсън                      | Итън Коен                   | Не              | Да              | Не              | Не              | композира песента Strange Sensation с Глен Слейтър музика Марк Мадърсбау |
| 2018   | Хауърд                              | Дон Хан                     | Да              | Не              | Не              | Да              | документален филм оригинален филм на Дисни+ официално издание през 2020 г. |
| 2019   | Аладин                              | Гай Ричи                    | Да              | Да              | Не              | Не              | той се завръща да композира музиката от анимационния филм през 1991 г. композира оригиналните песни с Хауърд Ашман и Тим Райс композира нови песни с Бендж Пасек и Джъстин Пол |
| 2022   | Disenchanted                        | Адам Шанкман                | Да              | Да              | Не              | Не              | той се завръща да композира музиката от филма през 2007 г. композира песните със Стивън Шварц оригинален филм на Дисни+                                                        |
| 2023   | Аладин: Бродуейския мюзикъл         | Кейси Никъло Брет Съливан   | Да              | Да              | Не              | Не              | филмова серия на бродуейския мюзикъл „Аладин“ през 2011 г. композира оригиналните песни с Хауърд Ашман, Тим Райс и Чад Бегелин оригинален филм на Дисни+                       |
| 2023   | Малката русалка                     | Роб Маршъл                  | Да              | Да              | Не              | Не              | той се завръща да композира музиката от анимационния филм през 1989 г. композира оригиналните песни с Хауърд Ашман композира нови песни с Лин-Мануел Миранда                   |